# Вальченко Анатолій Іванович
Анато́лій Іванович Вальченко — молодший сержант Збройних сил України.

## З життєпису
В мирний час проживає у селі Балико-Щучинка. Був поранений в часі боїв із терористами.

## Нагороди
За особисту мужність і героїзм, виявлені у захисті державного суверенітету та територіальної цілісності України, вірність військовій присязі під час російсько-української війни
- нагороджений орденом «За мужність» III ступеня (26.2.2015).